# Gare de Givors-Ville
Ne doit pas être confondu avec Gare de Givors-Canal.
La gare de Givors-Ville est une gare ferroviaire française de la ligne de Moret - Veneux-les-Sablons à Lyon-Perrache. Elle est située à proximité du centre-ville de Givors, dans la métropole de Lyon en région Auvergne-Rhône-Alpes.
Mise en service par la Compagnie du chemin de fer de Saint-Étienne à Lyon en 1830, c'est une gare de la Société nationale des chemins de fer français (SNCF), desservie par des trains TER Auvergne-Rhône-Alpes qui effectuent des missions entre Lyon-Perrache et Givors-Ville (terminus), entre Lyon-Perrache et Firminy et entre Lyon-Part-Dieu et Saint-Étienne-Châteaucreux. La gare de Givors-Canal est également sur le territoire de la commune.

## Situation ferroviaire
Établie à 159 m d'altitude, la gare de Givors-Ville est située au point kilométrique (PK) 537,802 de la ligne de Moret - Veneux-les-Sablons à Lyon-Perrache, entre les gares ouvertes au service des voyageurs de Rive-de-Gier (s'intercalent la gare marchandises de Couzon et les gares fermées de Trèves-Burel et de Saint-Romain-en-Gier) et de Givors-Canal.

## Histoire
La gare est mise en service par la Compagnie du chemin de fer de Saint-Étienne à Lyon lorsqu'elle ouvre la première section de Rive-de-Gier à Givors, le 1er octobre 1830, de sa future ligne de Saint-Étienne à Lyon. Elle fait ses débuts avec uniquement du fret en alternant la gravité, la traction animale et la locomotive à vapeur. Les premiers voyageurs payants de la ligne sont transportés durant l'été 1831. Le bâtiment voyageurs, appelé alors embarcadère, est ouvert en 1844.

Vues de la gare
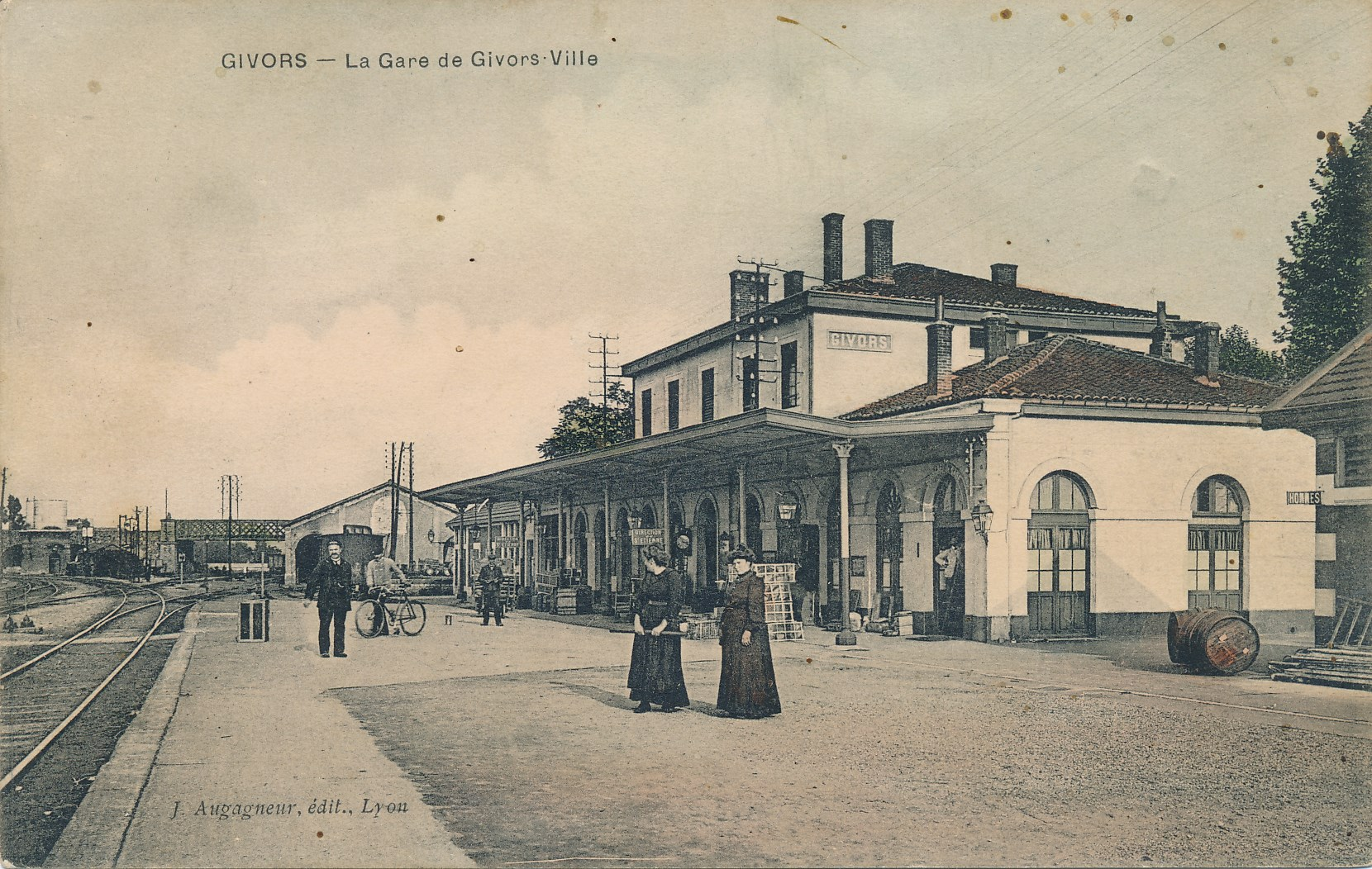
vers 1900.
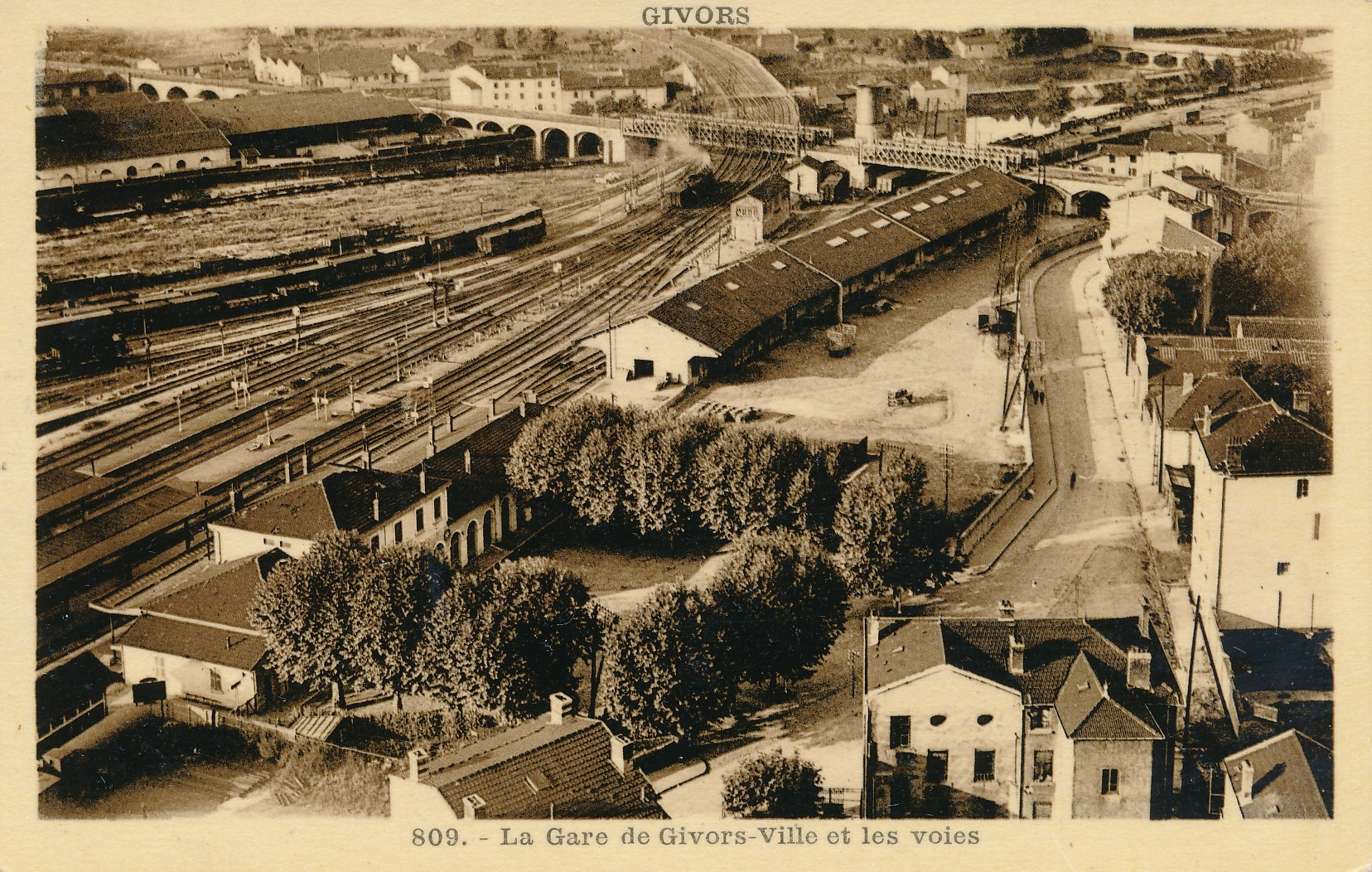
Vers 1920.
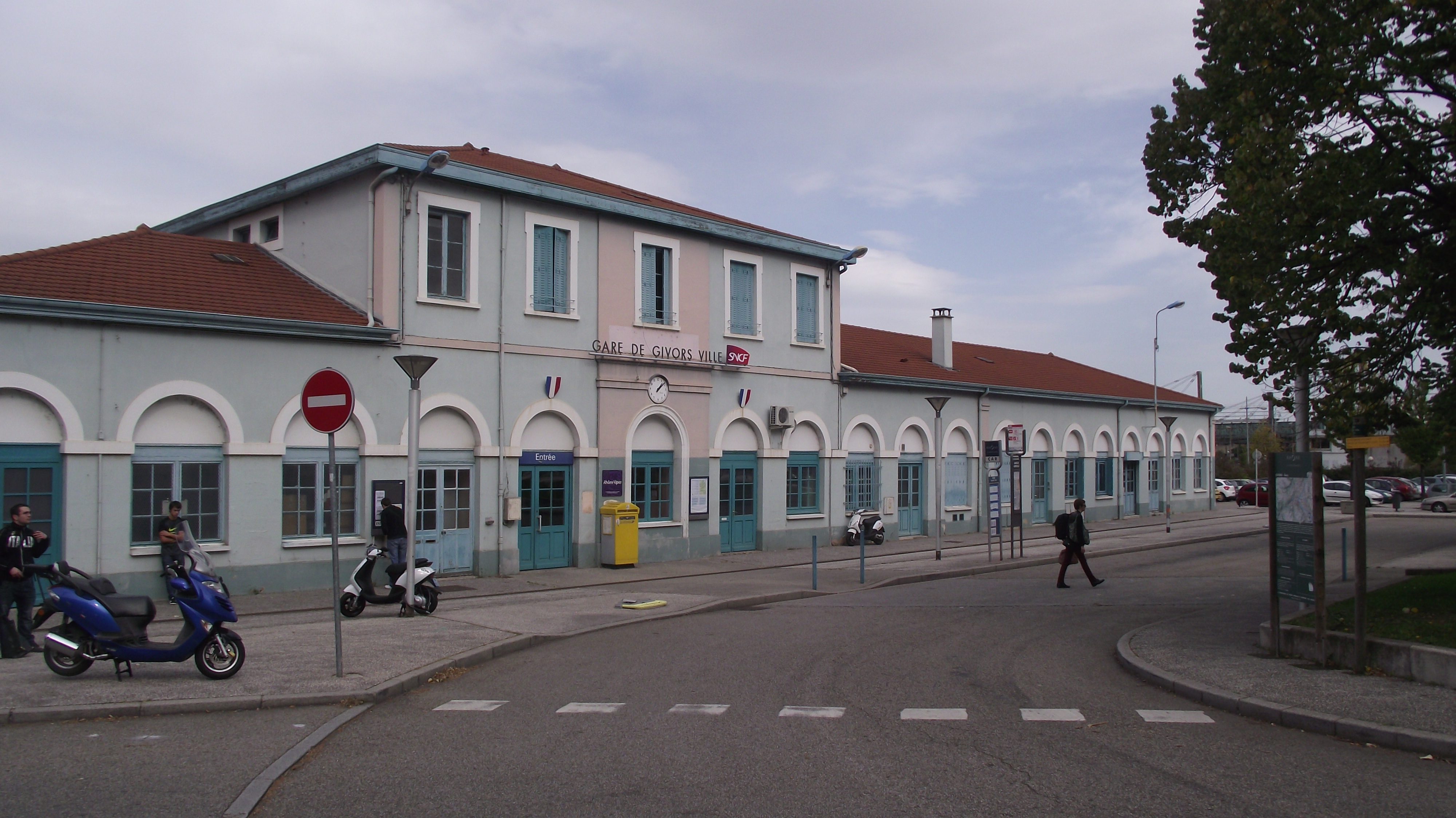
En 2012.

## Fréquentation
De 2015 à 2023, selon les estimations de la SNCF, la fréquentation annuelle de la gare s'élève aux nombres indiqués dans le tableau ci-dessous.

| Année                      | 2015      | 2016      | 2017      | 2018    | 2019      | 2020    | 2021    | 2022      | 2023      |
| -------------------------- | --------- | --------- | --------- | ------- | --------- | ------- | ------- | --------- | --------- |
| Voyageurs                  | 817 714   | 813 588   | 883 281   | 790 672 | 820 979   | 511 609 | 644 269 | 867 946   | 911 030   |
| Voyageurs et non voyageurs | 1 022 142 | 1 016 986 | 1 104 102 | 988 341 | 1 026 224 | 639 511 | 805 337 | 1 084 933 | 1 138 788 |

## Service des voyageurs

### Accueil
Gare SNCF, elle dispose d'un bâtiment voyageurs, avec guichet, ouvert tous les jours ouvrés. Elle est équipée d'automates pour l'achat de titres de transport, d'une salle d'attente, d'un photomaton et d'un distributeur de boissons.

### Desserte
Givors-Ville est desservie par des trains TER Auvergne-Rhône-Alpes qui effectuent des missions entre Lyon-Perrache et Givors-Ville (terminus), entre Lyon-Perrache et Firminy et entre Lyon-Part-Dieu et Saint-Étienne-Châteaucreux.

Installations en 2020
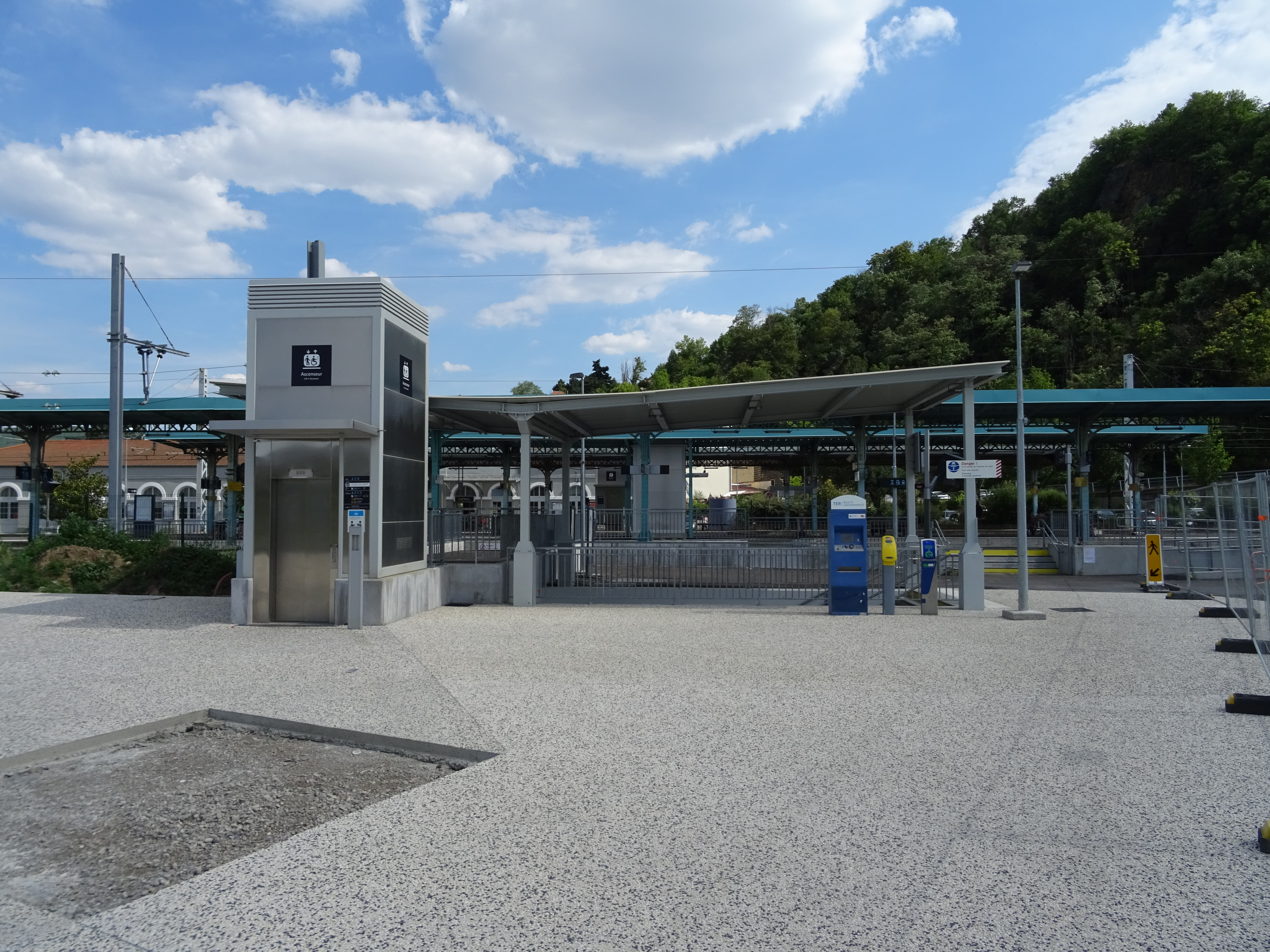
Deuxième accès.
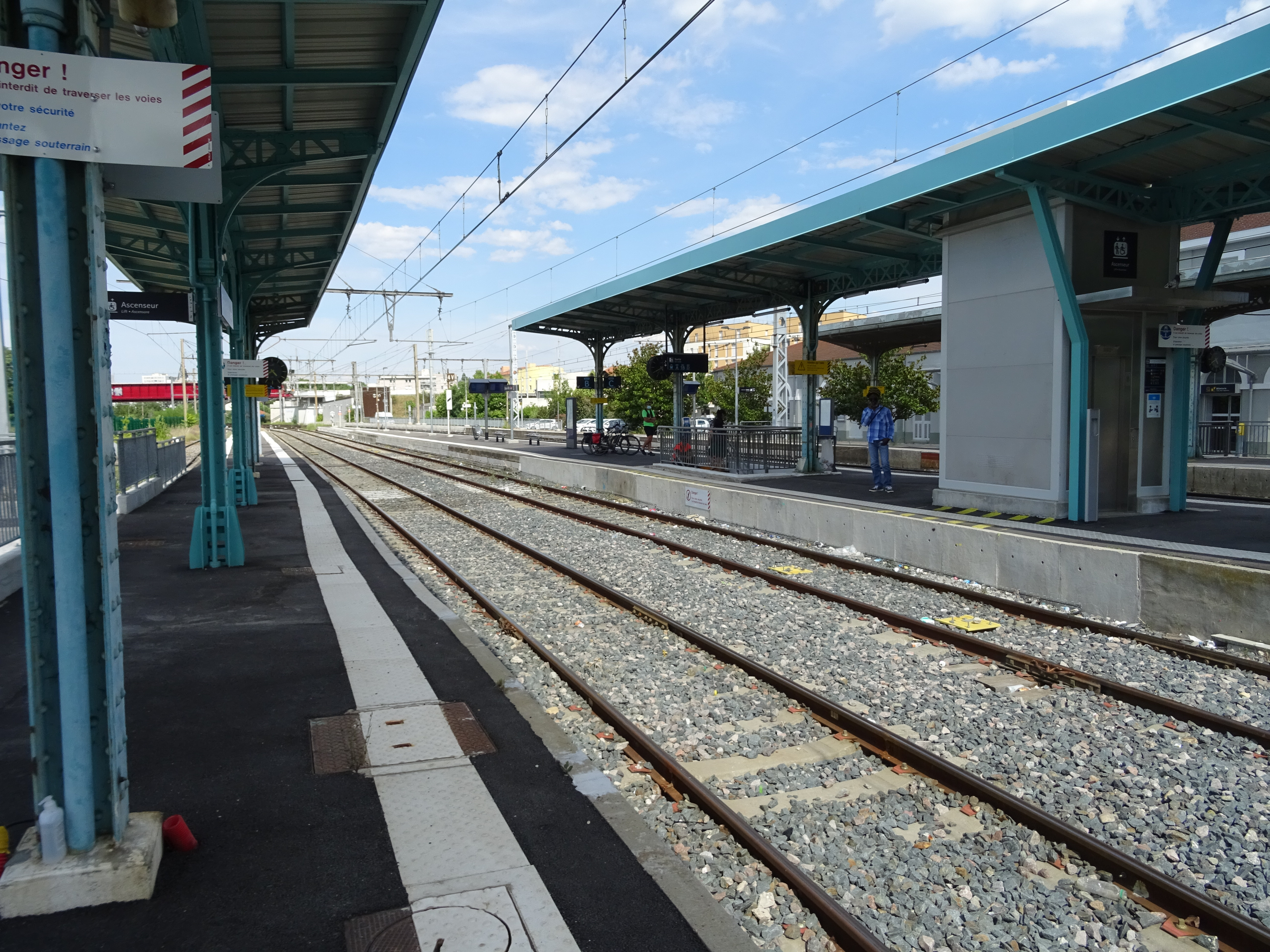
Voies et quais
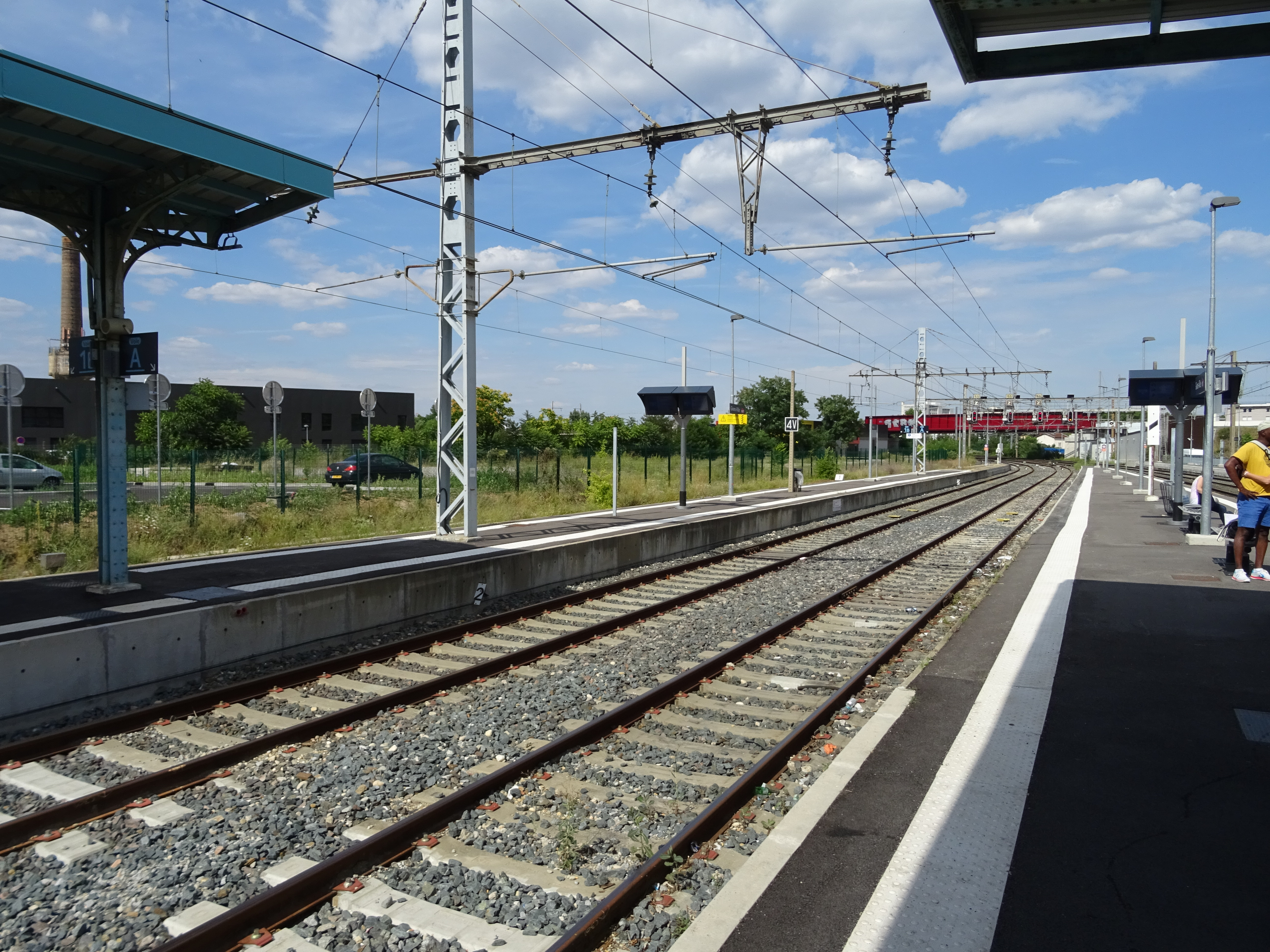
Voies et quais.

### Intermodalité
La gare est desservie par le réseau urbain TCL, avec les lignes 78, 80, 81 et S3. Le réseau interurbain Les cars du Rhône (accessible avec un titre TCL) la dessert également, avec les lignes 113, 114 et 120.
La gare est aussi accessible par le réseau urbain L'va, avec les lignes 5 et 134.
Un parc pour les vélos et un parking sont aménagés à ses abords.

## Service des marchandises
Cette gare est ouverte au service du fret.